# Pedro Coloma
Pedro Coloma y Escolano, Novajas y Diosdado (Madrid, c., 1625 - Sevilla., julio de 1692), i marqués de Canales de Chozas, fue un noble y político español que llegó a ocupar importantes puestos de responsabilidad en las Secretarias de Estado y Despacho y en distintos Consejos de la Monarquía Hispánica durante el reinado de Carlos II.

## Biografía
Hijo primogénito de Pedro Coloma y Novajas natural de La Rioja y de su esposa, María Escolano y Ledesma, su padre fue secretario de Felipe IV, así como miembro de distintos consejos. A su muerte el 23 de septiembre de 1660, Pedro Coloma heredó los títulos de señor de Chozas y Canales (entonces villas separadas), de Regachuelo y de Yunclillos. También fue comendador de Auñón y Berlínchez y alcaide del castillo de Porcuna. En 1680, el rey Carlos II le nombró marqués de Canales. Estuvo casado con Ana de Tapia y Zúñiga, con quien tuvo una hija, Mariana.
Como su padre, fue secretario del rey nombrado en noviembre de 1652. Desde ese momento hasta 1682 ocupó, sucesivamente, los puestos de secretario del Consejo de Órdenes, miembro del Consejo de Italia —donde fue secretario de Milán, Nápoles y Sicilia—, secretario del Despacho de Guerra de la parte de tierra (1669) en sustitución de Diego de la Torre, para pasar más tarde a ocupar la secretaria de Estado de la parte Norte desde 1674 a 1682, participando por el brazo de nobles en las Cortes de Aragón reunidas en Calatayud en 1677 y 1678. Después de crearse el marquesado de Canales en su favor, en 1682 fue nombrado Consejero de capa y espada del Consejo Supremo de Aragón y acudió a las Cortes aragonesas nuevamente cuando fueron convocadas en Zaragoza entre 1684 y 1687. Meses antes de fallecer, presidió la Real Casa de Contratación de Indias en Sevilla. Le sucedió en el título de marqués su hermano, Manuel (1637-1713), secretario de Estado de Despacho y Guerra en 1703.